# Nuoto ai Giochi della XXXI Olimpiade - 400 metri misti femminili
La gara dei 400m misti femminili dei Giochi di Rio è stata disputata il 6 agosto, con le batterie al mattino e la finale nella sessione serale. La medaglia d'oro è andata all'ungherese Katinka Hosszú.

## Record
Prima della competizione, i record olimpici e mondiali erano i seguenti:
| Record mondiale | 4'28"43 | Ye Shiwen Cina | 28 luglio 2012 Londra, Regno Unito |
| Record olimpico | 4'28"43 | Ye Shiwen Cina | 28 luglio 2012 Londra, Regno Unito |

Durante l'evento sono stati migliorati i seguenti record:
| Data     | Evento | Atleta         | Nazione  | Tempo   | Record          |
| -------- | ------ | -------------- | -------- | ------- | --------------- |
| 6 agosto | Finale | Katinka Hosszú | Ungheria | 4:26.36 | Record mondiale |

## Risultati
| Pos. | Atleta                  | Nazionalità | Tempo   | Batt. | Corsia | Note |
| ---- | ----------------------- | ----------- | ------- | ----- | ------ | ---- |
| 1    | Katinka Hosszú          | Ungheria    | 4:28.58 | 5     | 4      | Q    |
| 2    | Mireia Belmonte García  | Spagna      | 4:32.75 | 5     | 3      | Q    |
| 3    | Maya DiRado             | Stati Uniti | 4:33.50 | 4     | 4      | Q    |
| 4    | Hannah Miley            | Regno Unito | 4:33.74 | 5     | 5      | Q    |
| 5    | Aimee Willmott          | Regno Unito | 4:34.08 | 4     | 3      | Q    |
| 6    | Elizabeth Beisel        | Stati Uniti | 4:34.38 | 5     | 2      | Q    |
| 7    | Sakiko Shimizu          | Giappone    | 4:34.66 | 5     | 7      | Q    |
| 8    | Emily Overholt          | Canada      | 4:36.54 | 4     | 5      | Q    |
| 9    | Vien Nguyen Thi Anh     | Vietnam     | 4:36.85 | 3     | 2      |      |
| 10   | Miho Takahashi          | Giappone    | 4:37.33 | 4     | 6      |      |
| 10   | Keryn McMaster          | Australia   | 4:37.33 | 4     | 8      |      |
| 11   | Sydney Pickrem          | Canada      | 4:38.06 | 3     | 4      |      |
| 12   | Zsuzsanna Jakabos       | Ungheria    | 4:38.52 | 5     | 8      |      |
| 13   | Barbora Zavadova        | Rep. Ceca   | 4:38.53 | 4     | 2      |      |
| 14   | Joanna Maranhao         | Brasile     | 4:38.88 | 3     | 5      |      |
| 15   | Blair Evans             | Australia   | 4:38.91 | 5     | 6      |      |
| 16   | Matea Samardžić         | Croazia     | 4:39.41 | 2     | 7      |      |
| 17   | Viktoria Zeynep Gunes   | Turchia     | 4:41.79 | 3     | 8      |      |
| 18   | María Vilas Vidal       | Spagna      | 4:42.52 | 3     | 7      |      |
| 19   | Anja Crevar             | Serbia      | 4:43.19 | 2     | 2      |      |
| 20   | Franziska Hentke        | Germania    | 4:43.32 | 3     | 6      |      |
| 21   | Lara Grangeon           | Francia     | 4:43.98 | 5     | 1      |      |
| 22   | Fantine Lesaffre        | Francia     | 4:44.47 | 3     | 1      |      |
| 23   | Martina van Berkel      | Svizzera    | 4:45.12 | 1     | 5      |      |
| 24   | Tanja Kyllianen         | Finlandia   | 4:45.33 | 1     | 3      |      |
| 25   | Luisa Trombetti         | Italia      | 4:45.52 | 3     | 3      |      |
| 26   | Shiwen Ye               | Cina        | 4:45.86 | 4     | 7      |      |
| 27   | Victoria Kaminskaya     | Portogallo  | 4:46.03 | 2     | 3      |      |
| 28   | Joerdis Steinegger      | Austria     | 4:47.84 | 1     | 4      |      |
| 29   | Sara Franceschi         | Italia      | 4:48.48 | 2     | 4      |      |
| 30   | Virginia Bardach Martin | Argentina   | 4:49.69 | 2     | 6      |      |
| 31   | Min Zhou                | Cina        | 4:50.38 | 4     | 1      |      |
| 32   | Ranokhov Amanova        | Uzbekistan  | 4:52.15 | 2     | 5      |      |

### Finale
| Pos.    | Atleta                 | Nazionalità | Tempo   | Corsia | Note            |
| ------- | ---------------------- | ----------- | ------- | ------ | --------------- |
| Oro     | Katinka Hosszú         | Ungheria    | 4:26.36 | 4      | Record mondiale |
| Argento | Maya DiRado            | Stati Uniti | 4:31.15 | 3      |                 |
| Bronzo  | Mireia Belmonte García | Spagna      | 4:32.39 | 5      |                 |
| 4       | Hannah Miley           | Regno Unito | 4:32.54 | 6      |                 |
| 5       | Emily Overholt         | Canada      | 4:34.70 | 8      |                 |
| 6       | Elizabeth Beisel       | Stati Uniti | 4:34.98 | 7      |                 |
| 7       | Aimee Willmott         | Regno Unito | 4:35.04 | 2      |                 |
| 8       | Sakiko Shimizu         | Giappone    | 4:38.06 | 1      |                 |